# StockX
Pour le tueur en série, voir Michel Stockx.
StockX est un marché en ligne et un revendeur de vêtements streetwear, principalement des baskets/sneakers. L'entreprise américaine est un intermédiaire en ligne mettant en relation vendeurs et acheteurs offrant une garantie d’authenticité et une cotation actualisée pour des modèles toujours neufs. L'entreprise, basée à Détroit, est fondée par Dan Gilbert, Josh Luber (en) et Greg Schwartz en 2016. StockX compte plus de 1 000 employés, au centre-ville de Detroit, un bureau international à Londres et des installations d'authentification dans le quartier de Corktown (en) à Detroit, Moonachie, Tempe ou Eindhoven.

## Histoire
Dans les années 2010, Josh Luber, diplômé de l'Université Emory devient collectionneur de modèles rares de chaussures de sport et employé d'IBM. Il crée « Campless » en 2012, un site internet/base de données qui donnerait le prix des baskets sur le marché de la revente de eBay, en temps réel ; celui-ci devient une référence. Josh Lusher contacte Nike, Adidas, Foot Locker ou Complex Media (en), mais rien n’aboutit. Finalement, l'investisseur Dan Gilbert l'appelle ; à la suite du rachat du site par Dan Gilbert et Greg Schwartz, Josh Luber transforme Campless pour fonder StockX en 2016, avec Scott Culter par la suite. D'autres soutiens ou investisseurs les rejoignent, tels Eminem, Mark Wahlberg ou Marc Benioff par exemple ; en parallèle, des levées de fonds ont lieu,.
La lutte envers la contrefaçon étant le point clef de l'entreprise, StockX dispose de cinq centres d’authentification fin 2019 en Europe ou aux États-Unis, où transitent les achats réalisés en ligne ; StockX prend alors une commission sur la transaction,.
Le site internet compte divers concurrents sur le marché de la basket et du streetwear, tels Goat Group, Stadium Goods (appartenant à Farfetch), Bump ou Flight Club filiale de Goat Group.
StockX sert aussi d'intermédiaire pour des ventes de sacs à main, montres et vêtements streetwear.

## Modèle économique
Les tarifs sont fixés par les vendeurs puis les acheteurs informent du tarif qu'ils sont prêts à mettre pour acquérir la paire ; cela va donner un prix moyen évolutif, reflet de la cote du modèle. Certains modèles atteignent des prix de plus de 10 000 dollars avec un record à 50 000 dollars.
StockX collabore aussi avec Adidas, le joaillier Ben Baller ou d'autres pour la création de paires exclusives commercialisées sur le site internet, ; Nike refuse, ne s'intéressant pas aux revendeurs.
L'entreprise est valorisée de façon estimative à un milliard de dollars à 2019, sur un marché en expansion et environ trois ans après son lancement,, pour des échanges d'une valeur d'un milliard de dollars également, dont les baskets occupent les trois quarts des ventes.
StockX facture des frais de traitement de 3 % pour tous les détaillants et des frais de transaction de 9,5 % pour les nouveaux utilisateurs, qui diminuent avec l'expérience, bien que pendant les périodes de rabais telles que le Black Friday ou d'autres dates spéciales, ces frais soient réduits de moitié pendant quelques jours.
Depuis novembre 2020, il s’est également ouvert aux produits électroniques comme les consoles de jeux, les smartphones ou encore le matériel informatique.